# Нижньоангарськ
Нижньоанга́рськ (бур. Доодо Ангар) — селище міського типу, адміністративний центр Північно-Байкальського району Республіки Бурятія та міського поселення «Селище Нижньонгарськ». 
 Населення — 4781 особи (2015).

## Географія
Розташоване на північному березі озера Байкал за 23 км на північний схід від міста Сєверобайкальська.
Уріз води берега Байкалу в районі Нижньоангарська — 456 м над рівнем моря. Селище знаходиться біля західного кута Ангарського сора, поблизу гирла річки Кичери. На південному заході селища, на в'їзді з боку Сєверобайкальська, у Байкал впадає струмок Сирий Молокон.

## Історія

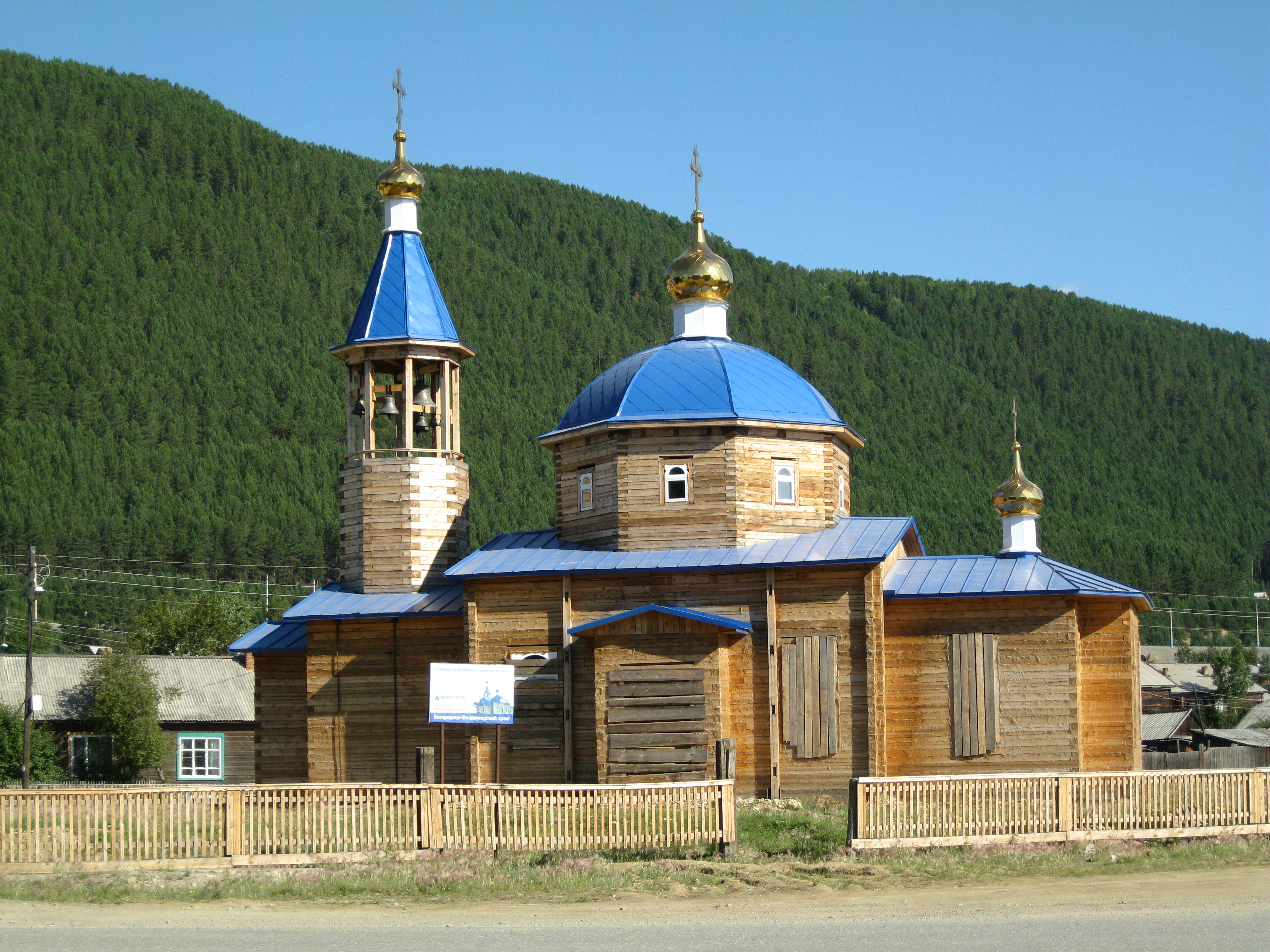
Церква Володимирської ікони Божої Матері

Засноване як російське поселення на землях евенків. В 1643 році землепрохідник Семен Скороход поставив тут зимовище, а в 1646 році Василь Колесник, у місцевості під назвою Дагари, на лівому березі Верхньої Ангари, побудував Верхньоангарський острог.
Поблизу острогу в селищі Чичевки в гирлі Кичери тривалий час проводилися соболині ярмарки — зараз місце колишнього селища, в 1930-х роках носив назву Козлове, знаходиться на території Нижньоангарська.
У 1930 році організовано перше державне підприємство — Гослов (нині існуючий рибзавод).
9 листопада 1938 присвоєно статус робітниче селище.
У 1940 році засновано райпо, в 1952 — пушно-мисливське господарство, що спеціалізувалося на заготівлі хутра ондатри.
У 1947 році в селищі був утворений Ангарський лісгосп (пізніше його розділили на Північно-Байкальський, Ангоянський та Уоянський).
Пік розвитку Нижньоангарська припадає на час будівництва Байкало-Амурської магістралі та перші роки її експлуатації. Будівництво залізниці в районі Нижньоангарська почалося в 1978 році. Були відкриті аеропорт, залізничний вокзал, побудований невеликий порт. Поруч з'явилося селище будівельників залізниці Половинка, що належить організаціям МК-142 і МК-160 тресту «Захбамстроймеханізація», і після завершення будівництва БАМу приєднаний до Нижньоангарську.